# Хронологія поширення COVID-19 (2023)
Стаття описує поширення коронавірусу тяжкого гострого респіраторного синдрому-2, що спричинив спалах коронавірусної хвороби 2019, у 2023 році. Уперше хвороба була зареєстрована в місті Ухань у КНР у грудні 2019 року.

## Хронологія пандемії

### Січень

#### 1 січня
- Малайзія повідомила про 420 нових випадків хвороби, загальна кількість випадків зросла до 5027097. Зареєстровано 547 одужань, загальна кількість одужань зросла до 4978369. Повідомлено про 4 нових смерті, кількість померлих зросла до 36857.[1]
- Сінгапур повідомив про 542 нових випадків хвороби, загальна кількість випадків зросла до 2202756.[2]

#### 2 січня
- Малайзія повідомила про 360 нових випадків хвороби, загальна кількість випадків зросла до 5027457. Зареєстровано 423 одужання, загальна кількість одужань зросла до 4978792. Повідомлено про одну смерть, кількість померлих зросла до 36858.[3]
- Сінгапур повідомив про 390 нових випадків хвороби, внаслідок чого загальна кількість випадків досягла 2203146. Повідомлено про одну нову смерть, внаслідок чого кількість померлих зросла до 1712.[2]

#### 3 січня
- У Малайзії повідомили про 333 нових випадки хвороби, загальна кількість випадків зросла до 5027790. Зареєстровано 376 одужань, загальна кількість одужань зросла до 4979168. Повідомлено про одну смерть, кількість померлих зросла до 36859.[4]
- Сінгапур повідомив про 556 нових випадків хвороби, внаслідок чого загальна кількість випадків досягла 2203702.[2]
- У південнокорейської співачки Дахюн з гурту Twice підтвердився позитивний тест на COVID-19.[5]

#### 4 січня
Щотижневий звіт ВООЗ:
- У Малайзії повідомили про 433 нових випадки хвороби, загальна кількість випадків зросла до 5028223. зареєстровано 500 одужань, загальна кількість одужань зросла до 4979668. Кількість померлих залишилася на рівні 36859.[7]
- Нова Зеландія повідомила про 22770 нових випадків хвороби за минулий тиждень, загальна кількість випадків зросла до 2117094. Зареєстровано 31968 одужань, загальна кількість одужань зросла до 2092041. Кількість померлих залишилася на рівні 2331.[8]
- Сінгапур повідомив про 1535 нових випадків хвороби, внаслідок чого загальна кількість випадків досягла 2205237.[2]
- Австралійський гравець у крикет Метт Реншоу отримав позитивний тест на COVID-19.[9]

#### 5 січня
- Малайзія повідомила про 571 новий випадок хвороби, загальна кількість випадків зросла до 5028794. Зареєстровано 696 одужань, загальна кількість одужань зросла до 4980364. Зареєстровано 7 смертей, кількість померлих зросла до 36866.[10]
- Сінгапур повідомив про 916 нових випадків хвороби, внаслідок чого загальна кількість випадків досягла 2206153.[11]

#### 6 січня
- Японія повідомила про 245542 нових випадки хвороби за добу, що перевищило поріг у 30 мільйонів випадків, загальна кількість випадків зросла до 30044377.[12]
- У Малайзії повідомили про 543 нових випадки хвороби, загальна кількість випадків зросла до 5029337. Зареєстровано 688 одужань, загальна кількість одужань зросла до 4981052. Зареєстровано 4 смерті, кількість померлих зросла до 36870 осіб.[13]
- Сінгапур повідомив про 833 нових випадки хвороби, загальна кількість випадків зросла до 2206986.[11]
- Тайвань повідомив про 27676 нових випадків хвороби, що перевищило 9 мільйонів випадків хвороби, загальна кількість випадків зросла до 9007371. Повідомлено про 62 нові смерті, кількість померлих зросла до 15445 осіб.[14]
- У Сполучених Штатах Америки кількість випадків перевищила 103 мільйони.[15]

#### 7 січня
- Малайзія повідомила про 571 новий випадок хвороби, загальна кількість випадків зросла до 5029908. Зареєстровано 551 одужання, загальна кількість одужань зросла до 4981603. Повідомлено про 4 смерті, кількість померлих зросла до 36874.[16]
- Сінгапур повідомив про 684 нові випадки хвороби, загальна кількість випадків зросла до 2207670.[11]

#### 8 січня
- Малайзія повідомила про 405 нових випадків хвороби, загальна кількість випадків зросла до 5030313. Зареєстровано 441 одужання, загальна кількість одужань зросла до 4982044. Повідомлено про одну смерть, кількість померлих зросла до 36875.[17]
- Сінгапур повідомив про 546 нових випадків хвороби, загальна кількість випадків зросла до 2208216. Повідомлено про одну нову смерть, кількість померлих зросла до 1713.[11]

#### 9 січня
- У Малайзії повідомили про 383 нових випадки хвороби, загальна кількість випадків зросла до 5030696. Зареєстровано 355 одужань, загальна кількість одужань зросла до 4982399. Зареєстровано 8 смертей, кількість померлих зросла до 36883.[18]
- Нова Зеландія повідомила про 21685 нових випадків хвороби, загальна кількість випадків зросла до 2138754. Зареєстровано 22677 одужань, загальна кількість одужань зросла до 2114718. Зареєстровано 62 смерті, кількість померлих зросла до 2393 осіб.[19]
- Сінгапур повідомив про 385 нових випадків хвороби, внаслідок чого загальна кількість випадків досягла 2208601. Повідомлено про одну нову смерть, кількість померлих зросла до 1714.[11]
- Тайвань повідомив про 17318 нових випадків хвороби, загальну кількість випадків зросла до 9072505. Повідомлено про 40 нових смертей, кількість померлих зросла до 15582.[20]
- Цього дня виповнилося 3 роки з моменту першої смерті від початку пандемії в Ухані.[21]

#### 10 січня
- В Аргентині кількість випадків COVID-19 перевищила 10 мільйонів.[22]
- Малайзія повідомила про 380 нових випадків хвороби, загальна кількість випадків зросла до 5031076. Зареєстровано 373 одужання, загальна кількість одужань зросла до 4982772. Зареєстровано 9 смертей, кількість померлих зросла до 36892.[23]
- Сінгапур повідомив про 910 нових випадків хвороби, внаслідок чого загальна кількість випадків досягла 2209511.[11]
- У губернатора Канзасу Лори Келлі виявили COVID-19.[24]

#### 11 січня
Щотижневий звіт ВООЗ:
- Малайзія повідомила про 367 нових випадків хвороби, загальна кількість зросла до 5031443. Зареєстровано 398 одужань, загальна кількість одужань зросла до 4983170. Зареєстровано 9 смертей, кількість померлих зросла до 36901.[26]
- Сінгапур повідомив про 598 нових випадків хвороби, внаслідок чого загальна кількість випадків досягла 2210109. Повідомлено про 3 нових смерті, кількість померлих зросла до 1717.[11]

#### 12 січня
- Японія повідомила про 185472 нових випадків хвороби за добу, внаслідок чого кількість випадків перевищила 31 мільйон, загальна кількість випадків зросла до 31032204.[27][28]
- У Малайзії повідомили про 383 нових випадки хвороби, загальна кількість випадків до 5031826. Зареєстровано 625 одужань, загальна кількість одужань зросла до 4983795. Зареєстровано 4 смерті, кількість померлих зросла до 36905.[29]
- Сінгапур повідомив про 524 нових випадки хвороби, загальна кількість випадків зросла до 2210633.[30]

#### 13 січня
- Малайзія повідомила про 320 нових випадків хвороби, загальна кількість випадків зросла до 5032146. Зареєстровано 506 одужань, загальна кількість одужань зросла до 4984301. Зареєстровано 3 смерті, кількість померлих зросла до 36908.[31]
- Сінгапур повідомив про 498 нових випадків хвороби, внаслідок чого загальна кількість випадків досягла 2211131.[30]
- Тайвань повідомив про 21737 нових випадків хвороби, загальна кількість випадків зросла до 9167811. Повідомлено про 53 нових смерті, кількість померлих зросла до 15755.[32]

#### 14 січня
- Китай повідомив, що в період з 8 грудня 2022 року по 12 січня 2022 року зареєстровані 59938 смертей, пов'язаних з COVID-19.[33]
- Малайзія повідомила про 287 нових випадків хвороби, внаслідок чого загальна кількість випадків досягла 5032433. Зареєстровано 590 одужань, загальна кількість одужань зросла до 4984891. Кількість померлих залишилася на рівні 36908.[34]
- Сінгапур повідомив про 415 нових випадків хвороби, внаслідок чого загальна кількість випадків досягла 2211546.[30]

#### 15 січня
- У Малайзії повідомили про 244 нових випадки хвороби, загальна кількість випадків зросла до 5032677. Зареєстровано 401 одужання, загальна кількість одужань зросла до 4985292. Кількість померлих залишилася на рівні 36908.[35]
- Сінгапур повідомив про 309 нових випадків хвороби, внаслідок чого загальна кількість випадків досягла 2211855.[30]

#### 16 січня
- Острови Кука повідомили про другу смерть. На той день в країні було зареєстровано 6952 випадки хвороби.[36]
- Малайзія повідомила про 227 нових випадків хвороби, загальна кількість випадків зросла до 5032904. Зареєстровано 367 одужань, загальна кількість одужань зросла до 4985659. Зареєстровано 6 смертей, кількість померлих зросла до 36914.[37]
- Нова Зеландія повідомила про 19215 нових випадків хвороби за минулий тиждень, загальна кількість випадків зросла до 2157933. Зареєстровано 21615 одужань, загальна кількість одужань зросла до 2136333. Зареєстровано 44 смерті, кількість померлих зросла до 2437.[38]
- Сінгапур повідомив про 276 нових випадків хвороби, внаслідок чого загальна кількість випадків досягла 2212131.[30]

#### 17 січня
- Малайзія повідомила про 350 нових випадків хвороби, загальна кількість випадків зросла до 5033254. Зареєстровано 349 одужань, загальна кількість одужань зросла до 4986008. Зареєстровано 5 смертей, кількість померлих зросла до 36919.[39]
- Сінгапур повідомив про 553 нові випадки хвороби, загальна кількість випадків зросла до 2212684.[30]
- Тайвань повідомив про 19970 нових випадків хвороби, загальна кількість випадків зросла до 9245066. Повідомлено про 40 нових смертей, кількість померлих зросла до 15903.[40]

#### 18 січня
- Малайзія повідомила про 371 новий випадок хвороби, загальна кількість випадків зросла до 5033625. Зареєстровано 304 одужання, загальна кількість одужань зросла до 4986312. Зареєстровано 4 смерті, кількість померлих зросла до 36923.[41]
- Сінгапур повідомив про 407 нових випадків хвороби, внаслідок чого загальна кількість випадків досягла 2213091. Повідомлено про одну нову смерть, внаслідок чого кількість померлих зросла до 1718.[30]
- Голова Федеральної резервної системи Джером Павелл отримав позитивний результат тестування на COVID-19.[42]

#### 19 січня
Щотижневий звіт ВООЗ:
- Малайзія повідомила про 318 нових випадків хвороби, загальна кількість випадків зросла до 5033943. Зареєстровано 331 одужання, загальна кількість одужань зросла до 4986643. Кількість померлих залишилася на рівні 36923.[44]
- Сінгапур повідомив про 344 нові випадки хвороби, загальна кількість випадків зросла до 2213435. Повідомлено про одну нову смерть, кількість померлих зросла до 1719.[45]

#### 20 січня
- У Малайзії зареєстровано 285 нових випадків хвороби, загальна кількість випадків зросла до 5034228. Зареєстровано 300 одужань, загальна кількість одужань зросла до 4986943. Зареєстровано 7 смертей, кількість померлих зросла до 36930.[46]
- Сінгапур повідомив про 360 нових випадків хвороби, внаслідок чого загальна кількість випадків досягла 2213795. Повідомлено про одну нову смерть, кількість померлих зросла до 1720.[45]
- Тайвань повідомив про 18218 нових випадків хвороби, загальна кількість зросла до 9302697. Повідомлено про 61 нову смерть, кількість померлих зросла до 16038.[47]

#### 21 січня
- У Малайзії повідомили про 293 нові випадки хвороби, загальна кількість випадків зросла до 5034521. Зареєстровано 326 одужань, загальна кількість одужань зросла до 4987269. Зареєстровано 2 смерті, кількість померлих зросла до 36932.[48]
- Сінгапур повідомив про 269 нових випадків хвороби, внаслідок чого загальна кількість випадків досягла 2214064.[45]

#### 22 січня
- Японія повідомила про 64450 нових випадків хвороби за день, перевищивши показник у 32 мільйони випадків, загальна кількість випадків зросла до 32045328.[49]
- Малайзія повідомила про 309 нових випадків хвороби, загальна кількість випадків зросла до 5034830. Зареєстровано 292 одужання, загальна кількість одужань зросла до 4987561. Кількість померлих залишилася 36932.[50]
- Сінгапур повідомив про 170 нових випадків хвороби, внаслідок чого загальна кількість випадків досягла 2214234.[45]

#### 23 січня
- У Малайзії повідомили про 142 нові випадки хвороби, загальна кількість випадків зросла до 5034972. Повідомлено про 267 одужань, загальна кількість одужань зросла до 4987828. Кількість померлих залишилася на рівні 36932.[51]
- Нова Зеландія повідомила про 13880 нових випадків хвороби, внаслідок чого загальна кількість випадків досягла 2171788. Зареєстровано 19138 одужань, загальна кількість одужань зросла до 2155471. Зареєстровано 31 смерть, кількість померлих зросла до 2468.[52]
- Сінгапур повідомив про 78 нових випадків хвороби, загальна кількість випадків досягла 2214312.[45]
- Південна Корея повідомила про 9227 нових випадків, перевищивши 30 мільйонів випадків загалом, загальна кількість випадків зросла до 30008756.[53]
- Тайвань повідомив про 10669 нових випадків хвороби, внаслідок чого загальна кількість випадків досягла 9353625. Повідомлено про 24 нові смерті, кількість померлих зросла до 16122.[54]

#### 24 січня
- Малайзія повідомила про 101 новий випадок хвороби, загальна кількість випадків зросла до 5035073. Зареєстровано 315 одужань, загальна кількість одужань зросла до 4988143. Кількість померлих залишилася на рівні 36932.[55]
- Сінгапур повідомив про 125 нових випадків хвороби, внаслідок чого загальна кількість випадків досягла 2214437.[45]

#### 25 січня
Щотижневий звіт ВООЗ:
- У Малайзії повідомили про 132 нові випадки хвороби, загальна кількість випадків зросла до 5035205. Зареєстровано 346 одужань, загальна кількість одужань зросла до 4988489. Повідомлено про одну смерть, кількість померлих зросла до 36933.[57]
- У Сінгапурі повідомили про 164 нові випадки хвороби, загальна кількість випадків зросла до 2214601.[45]
- Тайвань повідомив про 16518 нових випадків хвороби, загальна кількість випадків зросла до 9384996. Повідомлено про 22 нові смерті, кількість померлих зросла до 16168.[58]
- У Сполучених Штатах Америки кількість випадків хвороби перевищила 104 мільйони.[59]

#### 26 січня
- У Малайзії повідомили про 172 нові випадки хвороби, загальна кількість випадків зросла до 5035377. Зареєстровано 325 одужань, загальна кількість одужань зросла до 4988814. Зареєстровано 3 смерті, кількість померлих зросла до 36936.[60]
- Сінгапур повідомив про 508 нових випадків хвороби, внаслідок чого загальна кількість випадків досягла 2215109.[61]
- Тайвань повідомив про 19144 нові випадки хвороби, загальна кількість випадків зросла до 9404138. Повідомлено про 21 нову смерть, кількість померлих зросла до 16189.[62]

#### 27 січня
- Малайзія повідомила про 236 нових випадків хвороби, загальна кількість випадків зросла до 5035613. Зареєстровано 312 одужань, загальна кількість одужань зросла до 4989126. Зареєстровано 2 смерті, кількість померлих зросла до 36938.[63]
- Сінгапур повідомив про 418 нових випадків хвороби, внаслідок чого загальна кількість випадків досягла 2215527.[61]
- Тайвань повідомив про 24350 нових випадків хвороби, загальна кількість випадків зросла до 9428486. Повідомлено про 15 нових смертей, кількість померлих зросла до 16204.[64]

#### 28 січня
- Малайзія повідомила про 258 нових випадків хвороби, загальна кількість випадків зросла до 5035871. Зареєстровано 309 одужань, загальна кількість одужань зросла до 4989435. Зареєстровано 2 смерті, кількість померлих зросла до 36490.[65]
- У Сінгапурі повідомили про 362 нові випадки хвороби, загальна кількість випадків зросла до 2215889.[61]
- Губернатор штату Делавер Джон Карні отримав позитивний результат тесту на COVID-19.[66]

#### 29 січня
- Малайзія повідомила про 269 нових випадків хвороби, загальна кількість випадків зросла до 5036140. Зареєстровано 285 одужань, загальна кількість одужань зросла до 4989720. Кількість померлих залишилася на рівні 36940.[67]
- Сінгапур повідомив про 296 нових випадків хвороби, внаслідок чого загальна кількість випадків досягла 2216185. Повідомлено про одну нову смерть, кількість померлих зросла до 1721.[61]
- Тайвань повідомив про 27350 нових випадків хвороби, загальна кількість випадків зросла до 9483267. Повідомлено про 22 нових смерті, кількість померлих зросла до 16246.[68]

#### 30 січня
- У Малайзії повідомили про 202 нових випадки хвороби, загальна кількість випадків зросла до 5036342. Зареєстровано 141 одужання, загальна кількість одужань зросла до 4989861. Зареєстровано 2 смерті, кількість померлих зросла до 36942.[69]
- У Новій Зеландії повідомили про 10589 нових випадків хвороби, загальна кількість випадків досягла 2182355. Зареєстровано 13849 одужань, загальна кількість одужань зросла до 2169320. Зареєстровано 9 смертей, кількість померлих зросла до 2477.[70]
- У Сінгапурі повідомили про 273 нові випадки хвороби, загальна кількість випадків зросла до 2216458. Повідомлено про одну нову смерть, внаслідок чого кількість померлих зросла до 1722.[61]
- Тайвань повідомив про 22291 новий випадок хвороби, загальна кількість випадків зросла до 9505551. Повідомлено про 30 нових смертей, кількість померлих зросла до 16276.[71]
- Цього дня виповнилося 3 роки відтоді, як Всесвітня організація охорони здоров'я оголосила надзвичайний стан у сфері охорони здоров'я, який має міжнародне значення.[72]

#### 31 січня
- Малайзія повідомила про 251 новий випадок хвороби, загальна кількість випадків зросла до 5036593. Кількість одужань залишилася на рівні 4989861, кількість померлих залишилася на рівні 36942.[73]
- Сінгапур повідомив про 652 нові випадки хвороби, загальна кількість випадків зросла до 2217110.[61]
- Тайвань повідомив про 32287 нових випадків хвороби, загальна кількість випадків зросла до 9537823. Повідомлено про 32 нові смерті, кількість померлих зросла до 16308.[74]

### Лютий

#### 1 лютого
Щотижневий звіт ВООЗ:
- Малайзія повідомила про 325 нових випадків хвороби, загальна кількість випадків зросла до 5036918. Зареєстровано 113 одужань, загальна кількість одужань зросла до 4990 079. Кількість померлих залишилася на рівні 36942.[76]
- Сінгапур повідомив про 465 нових випадків хвороби, внаслідок чого загальна кількість випадків досягла 2217575.[61]
- Тайвань повідомив про 31801 новий випадок хвороби, загальна кількість випадків зросла до 9 569 611. Повідомлено про 48 нових смертей, кількість померлих зросла до 16356.[77]
- Губернатор штату Вашингтон Джей Інслі вдруге отримав позитивний результат тесту на COVID-19.[78]

#### 2 лютого
- У Малайзії повідомили про 324 нові випадки хвороби, загальна кількість випадків зросла до 5037242. Зареєстровано 148 одужань, загальна кількість одужань зросла до 4990227. Кількість померлих залишилася на рівні 36942.[79]
- Сінгапур повідомив про 475 нових випадків хвороби, внаслідок чого загальна кількість випадків досягла 2218050.[80]
- Тайвань повідомив про 27085 нових випадків хвороби, загальна кількість випадків зросла до 9596660. Повідомлено про 74 нові смерті, кількість померлих зросла до 16430.[81]

#### 3 лютого
- Малайзія повідомила про 340 нових випадків хвороби, загальна кількість випадків зросла до 5037582. Зареєстровано 203 одужання, загальна кількість одужань зросла до 4990430. Кількість померлих залишилася на рівні 36942.[82]
- Сінгапур повідомив про 475 нових випадків хвороби, внаслідок чого загальна кількість випадків досягла 2218050.[80]
- Тайвань повідомив про 27085 нових випадків хвороби, загальна кількість випадків зросла до 9596660. Повідомлено про 74 нові смерті, кількість померлих зросла до 16430.[83]

#### 4 лютого
- У Малайзії повідомили про 202 нові випадки хвороби, загальна кількість зросла до 5037784. Зареєстровано 275 одужань, загальна кількість одужань зросла до 4990705. Повідомлено про одну смерть, кількість померлих зросла до 36943.[84]
- У Сінгапурі повідомили про 373 нових випадки хвороби, загальна кількість випадків зросла до 2218881.[80]
- Тайвань повідомив про 23746 нових випадків хвороби, загальна кількість випадків зросла до 9645862. Повідомлено про 79 нових смертей, кількість померлих зросла до 16614 осіб.[85]
- Мер Остіна Кірк Вотсон отримав позитивний тест на COVID-19.[86]

#### 5 лютого
- Малайзія повідомила про 211 нових випадків хвороби, загальна кількість випадків зросла до 5037995. Зарестровано 272 одужання, загальна кількість одужань зросла до 4990977. Кількість померлих залишилася на рівні 36943.[87]
- Сінгапур повідомив про 299 нових випадків хвороби, внаслідок чого загальна кількість випадків досягла 2219180.[80]
- Тайвань повідомив про 22991 новий випадок хвороби, загальна кількість випадків зросла до 9668845. Повідомлено про 73 нових смерті, кількість померлих зросла до 16687.[88]

#### 6 лютого
- Малайзія повідомила про 175 нових випадків хвороби, загальна кількість випадків зросла до 5038170. Зареєстровано 196 одужань, загальна кількість одужань зросла до 4991173. Повідомлено про одну смерть, кількість померлих зросла до 36944.[89]
- У Росії кількість випадків COVID-19 перевищила 22 мільйони.[90]
- Сінгапур повідомив про 251 новий випадок хвороби, загальна кількість випадків зросла до 2219431.[80]
- Тайвань повідомив про 16640 нових випадків хвороби, загальна кількість випадків зросла до 9685484. Повідомлено про 63 нові смерті, кількість померлих зросла до 16750.[91]

#### 7 лютого
- У Малайзії повідомили про 184 нові випадки хвороби, загальна кількість випадків зросла до 5038354. Зареєстровано 253 одужання, загальна кількість одужань зросла до 4991426. Зареєстровано 2 смерті, кількість померлих зросла до 36946.[92]
- Нова Зеландія повідомила про 8882 нові випадки хвороби за минулий тиждень, загальна кількість випадків зросла до 2191215. Зареєстровано 10556 одужань, загальна кількість одужань зросла до 2179876. Зареєстровано 25 смертей, кількість померлих зросла до 2502.[93]
- Сінгапур повідомив про 631 новий випадок хвороби, загальна кількість випадків зросла до 2220062.[80]
- Тайвань повідомив про 23394 нові випадки хвороби, внаслідок чого загальна кількість випадків досягла 9708863. Повідомлено про 45 нових смертей, кількість померлих зросла до 16795.[94]

#### 8 лютого
Щотижневий звіт ВООЗ:
- Японія повідомила про 41584 нові випадки хвороби за добу, загальна кількість випадків зросла до 32846656. Зареєстровано 200 смертей, кількість померлих зросла до 69962.[96]
- Малайзія повідомила про 189 нових випадків хвороби, загальна кількість випадків зросла до 5038543. Зареєстровано 279 одужань, загальна кількість одужань зросла до 4991705. Кількість померлих залишилася на рівні 36946.[97]
- Сінгапур повідомив про 472 нові випадки хвороби, загальна кількість випадків зросла до 2220534.[80]
- Тайвань повідомив про 24240 нових випадків хвороби, загальна кількість випадків зросла до 9733094. Повідомлено про 54 нових смерті, кількість померлих зросла до 16849.[98]

#### 9 лютого
- Малайзія повідомила про 269 нових випадків хвороби, загальна кількість випадків зросла до 5038812. Зареєстровано 375 одужань, загальна кількість одужань зросла до 4992080. Кількість померлих залишилася на рівні 36946.[99]
- Сінгапур повідомив про 465 нових випадків хвороби, внаслідок чого загальна кількість випадків досягла 2220999.[80]
- Тайвань повідомив про 20920 нових випадків хвороби, загальна кількість випадків зросла до 9754006. Повідомлено про 54 нових смерті, кількість померлих зросла до 16894.[100]

#### 10 лютого
- Малайзія повідомила про 255 нових випадків хвороби, загальна кількість випадків зросла до 5039067. Зареєстровано 306 одужань, загальну кількість одужань зросла до 4992386. Зареєстровано 4 смерті, кількість померлих зросла до 36950.[101]
- Сінгапур повідомив про 439 нових випадків хвороби, внаслідок чого загальна кількість випадків досягла 2221438.[80]>
- Тайвань повідомив про 19629 нових випадків хвороби, загальна кількість випадків зросла до 9773627. Повідомлено про 70 нових смертей, кількість померлих зросла до 16964.[102]

#### 11 лютого
- Малайзія повідомила про 259 нових випадків хвороби, загальна кількість випадків зросла до 5039326. Зареєстровано 390 одужань, загальна кількість одужань зросла до 4992776. Повідомлено про одну смерть, кількість померлих зросла до 36951.[103]
- У Сінгапурі повідомили про 324 нові випадки хвороби, загальна кількість випадків зросла до 2221762.[80]
- Тайвань повідомив про 18300 нових випадків хвороби, внаслідок чого загальна кількість випадків досягла 9791908. Повідомлено про 82 нові смерті, кількість померлих зросла до 17046.[104]

#### 12 лютого
- Малайзія повідомила про 160 нових випадків хвороби, загальна кількість до 5039486. Зареєстровано 358 одужань, загальна кількість одужань зросла до 4993134. Кількість померлих залишилася на рівні 36951.[105]
- У Сінгапурі повідомили про 244 нові випадки хвороби, загальна кількість випадків зросла до 2222006.[80]
- Тайвань повідомив про 17199 нових випадків хвороби, внаслідок чого загальна кількість випадків досягла 9809098. Повідомлено про 57 нових смертей, кількість померлих зросла до 17103.[106]
- Кількість одужань по всьому світу перевищила 650 мільйонів.

#### 13 лютого
- У Малайзії повідомили про 164 нових випадки хвороби, загальна кількість випадків зросла до 5039650. Зареєстровано 254 одужання, загальна кількість одужань зросла до 4993388. Повідомлено про одну смерть, кількість померлих зросла до 36952.[107]
- Нова Зеландія повідомила про 8396 нових випадків хвороби за минулий тиждень, загальна кількість випадків зросла до 2199579. Зареєстровано 9155 одужань, загальна кількість одужань зросла до 2189301. Зареєстровано 11 смертей, кількість померлих зросла до 2513.[108]
- Тайвань повідомив про 12657 нових випадків хвороби, загальна кількість випадків зросла до 9821755. Повідомлено про 54 нових смерті, кількість померлих зросла до 17157.[109]
- Королева Камілла, дружина короля Чарльза III, вдруге отримала позитивний результат тесту на COVID-19, і змушена була відкласти кілька публічних заходів.[110]

#### 14 лютого
- Малайзія повідомила про 200 нових випадків хвороби, загальна кількість випадків зросла до 5039850. Зареєстровано 155 одужань, загальна кількість одужань зросла до 4993543. Повідомлено про одну смерть, кількість померлих зросла до 36953.[111]
- Тайвань повідомив про 20511 нових випадків хвороби, загальна кількість випадків зросла до 9842257. Повідомлено про 36 нових смертей, кількість померлих зросла до 17193.[112]

#### 15 лютого
Щотижневий звіт ВООЗ:
- Японія повідомила про 28772 нові випадки хвороби за добу, перевищивши 33 мільйони випадків загалом, загальна кількість випадків зросла до 33019616. Зареєстровано 213 смертей, кількість померлих зросла до 71136.[114][115]
- Малайзія повідомила про 237 нових випадків хвороби, загальна кількість випадків зросла до 5040087. Зареєстровано 215 одужань, загальна кількість одужань зросла до 4993758. Повідомлено про одну смерть, кількість померлих зросла до 36954.[116]
- Південна Корея повідомила про 14957 нових випадків хвороби, загальна кількість випадків зросла до 30384701. Зареєстровано 24 смерті, кількість померлих зросла до 33782.[117]
- Тайвань повідомив про 19861 новий випадок хвороби, загальна кількість випадків зросла до 9862108. Повідомлено про 65 нових смертей, кількість померлих зросла до 17258.[118]

#### 16 лютого
- Малайзія повідомила про 281 новий випадок хвороби, загальна кількість випадків зросла до 5040368. Зареєстровано 257 одужань, загальна кількість одужань зросла до 4994015. Кількість померлих залишилася на рівні 36954.[119]
- Тайвань повідомив про 16747 нових випадків хвороби, загальна кількість випадків зросла до 9878848. Повідомлено про 61 нову смерть, кількість померлих зросла до 17319.[120]

#### 17 лютого
- У Німеччині кількість випадків COVID-19 перевищила 38 мільйонів.[121]
- Канада повідомила про 826 нових випадків хвороби і 6 нових смертей.
- Малайзія повідомила про 241 новий випадок хвороби, загальна кількість випадків зросла до 5040609. Зареєстровано 235 одужань, загальна кількість одужань зросла до 4994250. Кількість померлих залишилася на рівні 36954.[122]
- Тайвань повідомив про 15440 нових випадків хвороби, загальна кількість випадків зросла до 9894283. Повідомлено про 78 нових смертей, кількість померлих зросла до 17397.[123]

#### 18 лютого
- Малайзія повідомила про 212 нових випадків хвороби, загальна кількість випадків зросла до 5040821. Зареєстровано 310 одужань, загальна кількість одужань зросла до 4994560. Повідомлено про одну смерть, кількість померлих зросла до 36955.[124]
- Тайвань повідомив про 15094 нові випадки хвороби, загальна кількість випадків зросла до 9909368. Повідомлено про 55 нових смертей, кількість померлих зросла до 17452.[125]

#### 19 лютого
- Малайзія повідомила про 186 нових випадків хвороби, загальна кількість випадків зросла до 5041007. Зареєстровано 158 одужань, загальна кількість одужань зросла до 4994718. Повідомлено про одну смерть, кількість померлих зросла до 36956.[126]
- Тайвань повідомив про 15877 нових випадків хвороби, загальна кількість випадків зросла до 9925158. Повідомлено про 68 нових смертей, кількість померлих зросла до 17520.[127]

#### 20 лютого
- Малайзія повідомила про 167 нових випадків хвороби, загальна кількість випадків зросла до 5041174. Зареєстрована 169 одужань, загальна кількість одужань зросла до 4994888. Повідомлено про одну смерть, кількість померлих зросла до 36957.[128]
- Минулого тижня в Новій Зеландії повідомили про 8220 нових випадків хвороби, загальна кількість випадків досягла 2207775. Зареєстровано 8092 одужання, загальна кількість одужань зросла до 2197123. Повідомлено про 21 смерть, кількість померлих зросла до 2534.[129]
- Тайвань повідомив про 12060 нових випадків хвороби, загальна кількість випадків зросла до 9937216. Повідомлено про 44 нові смерті, кількість померлих зросла до 17564.[130]

#### 21 лютого
- У Малайзії повідомили про 184 нових випадки хвороби, загальна кількість випадків досягла 5041358. Зареєстровано 192 одужання, загальна кількість видужань зросла до 4995079. Кількість померлих залишилася на рівні 36957.[131]
- Тайвань повідомив про 17253 нові випадки хвороби, загальна кількість випадків зросла до 9954456. Повідомлено про 44 нові смерті, кількість померлих зросла до 17608.[132]
- У Сполучених Штатах Америки кількість випадків хвороби перевищила 105 мільйонів.[133]

#### 22 лютого
Щотижневий звіт ВООЗ:
- Малайзія повідомила про 229 нових випадків хвороби, загальна кількість випадків зросла до 5041587. 227 хвороби одужали, кількість померлих зросла до 4995306. Кількість померлих залишилася на рівні 36957.[135]
- Тайвань повідомив про 16484 нові випадки хвороби, загальна кількість випадків зросла до 9970937. Повідомлено про 64 нові смерті, кількість померлих зросла до 17672.[136]

#### 23 лютого
- У Бразилії кількість випадків COVID-19 перевищила 37 мільйонів.[137]
- У Малайзії повідомили про 224 нові випадки хвороби, загальна кількість випадків зросла до 5041811. Зареєстровано 278 одужань, загальна кількість одужань зросла до 4995584. Кількість померлих залишилася на рівні 36957.[138]
- Тайвань повідомив про 14387 нових випадків хвороби, загальна кількість випадків зросла до 9985320. Повідомлено про 37 нових смертей, кількість померлих зросла до 17709.[139]

#### 24 лютого
- У Малайзії повідомили про 204 нових випадки хвороби, загальна кількість випадків зросла до 5042015. Зареєстровано 254 одужання, загальна кількість одужань зросла до 4995838. Кількість померлих залишилася на рівні 36957.[140]
- Тайвань повідомив про 13440 нових випадків хвороби, внаслідок чого загальна кількість випадків досягла 9998752. Повідомлено про 56 нових смертей, кількість померлих зросла до 17765.[141]

#### 25 лютого
- У Малайзії повідомили про 173 нових випадки хвороби, загальна кількість випадків зросла до 5042188. Зареєстровано 219 одужань, загальна кількість одужань зросла до 4996057. Кількість померлих залишилася на рівні 36957.[142]
- Тайвань повідомив про 13526 нових випадків хвороби, перевищивши 10 мільйонів випадків загалом, загальна кількість випадків зросла до 10012276. Повідомлено про 53 нових смерті, кількість померлих зросла до 17818.[143]

#### 26 лютого
- Малайзія повідомила про 207 нових випадків хвороби, загальна кількість випадків зросла до 5042395. Зареєстровано 175 одужань, загальна кількість одужань зросла до 4996232. Кількість померлих залишилася на рівні 36957.[144]
- Тайвань повідомив про 13090 нових випадків хвороби, загальна кількість випадків зросла до 10025366. Повідомлено про 46 нових смертей, кількість померлих зросла до 17864.[145]

#### 27 лютого
- Малайзія повідомила про 190 нових випадків хвороби, загальна кількість випадків зросла до 5042585. Зареєстровано 177 одужань, загальна кількість одужань зросла до 4996409. Кількість померлих залишилася на рівні 36957.[146]
- Нова Зеландія повідомила про 9100 нових випадків хвороби за минулий тиждень, загальна кількість випадків зросла до 2216852. Зареєстровано 8231 одужання, загальна кількість одужань зросла до 2205354. Зареєстровано 8 смертей, кількість померлих зросла до 2542.[147]
- Тайвань повідомив про 8822 нові випадки хвороби, загальна кількість випадків зросла до 10033108. Повідомлено про 44 нові смерті, кількість померлих зросла до 17908.[148]

#### 28 лютого
- Малайзія повідомила про 206 нових випадків хвороби, загальна кількість випадків зросла до 5042791. Зареєстровано 176 одужань, загальна кількість одужань зросла до 4996585. Повідомлено про одну смерть, кількість померлих зросла до 36958.[149]
- Тайвань повідомив про 10120 нових випадків хвороби, внаслідок чого загальна кількість випадків досягла 10043227. Повідомлено про 40 нових смертей, кількість померлих зросла до 17948.[150]
- Американська телеведуча Саванна Гатрі вдруге отримала позитивний результат тестування на COVID-19 під час прямого ефіру.[151]

### Березень

#### 1 березня
Щотижневий звіт ВООЗ:
- Малайзія повідомила про 217 нових випадків хвороби, загальна кількість випадків зросла до 5043008. Зареєстровано 233 одужання, загальна кількість одужань зросла до 4996818. Зареєстровано 2 смерті, кількість померлих зросла до 36960.[153]
- Тайвань повідомив про 12212 нових випадків хвороби, загальна кількість випадків зросла до 10055439. Повідомлено про 27 нових смертей, кількість померлих зросла до 17975.[154]

#### 2 березня
- У Малайзії повідомили про 244 нові випадки хвороби, загальна кількість випадків зросла до 5043252. Зареєстровано 213 одужань, загальна кількість одужань зросла до 4997031. Зареєстровано 5 смертей, кількість померлих зросла до 36965.[155]
- Тайвань повідомив про 12032 нові випадки хвороби, загальна кількість випадків зросла до 10069539. Повідомлено про 43 нові смерті, кількість померлих зросла до 18010.[156]

#### 3 березня
- У Малайзії повідомили про 204 нових випадки хвороби, загальна кількість зросла до 5043456. Зареєстровано 213 одужань, загальна кількість одужань зросла до 4997244. Кількість померлих залишилася на рівні 36965.[157]
- Тайвань повідомив про 13813 нових випадків хвороби, загальна кількість випадків зросла до 10083351. Повідомлено про 62 нові смерті, кількість померлих зросла до 18072.[158]

#### 4 березня
- Малайзія повідомила про 170 нових випадків хвороби, загальна кількість випадків зросла до 5043626. Зареєстровано 178 одужань, загальна кількість одужань зросла до 4997422. Кількість померлих залишилася на рівні 36965.[159]
- Тайвань повідомив про 11397 нових випадків хвороби, загальна кількість випадків зросла до 10094733. Повідомлено про 71 нову смерть, кількість померлих зросла до 18143.[160]

#### 5 березня
- У Малайзії повідомили про 164 нових випадки хвороби, загальна кількість випадків досягла 5043790. Зареєстровано 198 одужань, загальна кількість одужань зросла до 4997620. Повідомлено про одну смерть, кількість померлих зросла до 36966.[161]
- Тайвань повідомив про 10307 нових випадків хвороби, загальна кількість випадків зросла до 10105039. Повідомлено про 60 нових смертей, кількість померлих зросла до 18203.[162]

#### 6 березня
- Малайзія повідомила про 188 нових випадків хвороби, загальна кількість випадків зросла до 5043978. Зареєстровано 181 одужання, загальна кількість одужань зросла до 4997801. Кількість померлих залишилася на рівні 36966.[163]
- Нова Зеландія повідомила про 11453 нові випадки хвороби за минулий тиждень, загальна кількість випадків зросла до 2228291. Зареєстровано 8962 одужання, загальна кількість одужань зросла до 2214316. Зареєстровано 6 смертей, кількість померлих зросла до 2548.[164]
- Тайвань повідомив про 7080 нових випадків хвороби, загальна кількість випадків зросла до 10112117. Повідомлено про 45 нових смертей, кількість померлих зросла до 18248.[165]

#### 7 березня
- Малайзія повідомила про 226 нових випадків хвороби, загальна кількість випадків зросла до 5044204. Зареєстровано 202 одужання, загальна кількість одужань зросла до 4998003. Кількість померлих залишилася на рівні 36966.[166]
- Тайвань повідомив про 11038 нових випадків хвороби, загальна кількість випадків зросла до 10123157. Повідомлено про 34 нові смерті, кількість померлих до 18282.[167]

#### 8 березня
Щотижневий звіт ВООЗ:
- Малайзія повідомила про 235 нових випадків хвороби, загальна кількість випадків зросла до 5044439. Зареєстровано 216 одужань, загальна кількість одужань зросла до 4998219. Було повідомлено про одну смерть, кількість померлих зросла до 36967.[169]
- Тайвань повідомив про 11060 нових випадків хвороби, внаслідок чого загальна кількість випадків досягла 10134211. Повідомлено про 40 нових смертей, кількість померлих зросла до 18322.[170]
- Губернатор Каліфорнії Ґевін Ньюсом вдруге отримав позитивний результат тесту на COVID-19.[171]

#### 9 березня
- Малайзія повідомила про 279 нових випадків хвороби, загальна кількість випадків зросла до 5044718. Зареєстровано 236 одужань, загальна кількість одужань зросла до 4998455. Кількість померлих залишилася на рівні 36967.[172]
- Тайвань повідомив про 9584 нові випадки хвороби, загальна кількість випадків зросла до 10143788. Повідомлено про 49 нових смертей, кількість померлих зросла до 18371.[173]

#### 10 березня
- Малайзія повідомила про 251 новий випадок хвороби, загальна кількість випадків зросла до 5044969. Зареєстровано 197 одужань, загальна кількість одужань зросла до 4998652. Кількість померлих залишилася на рівні 36967.[174]
- Тайвань повідомив про 9098 нових випадків хвороби, загальна кількість зросла до 10152881. Повідомлено про 54 нові смерті, кількість померлих зросла до 18425.[175]

#### 11 березня
- У Малайзії повідомили про 223 нові випадки хвороби, загальна кількість випадків зросла до 5045192. Зареєстровано 193 одужання, загальна кількість одужань зросла до 4998845. Кількість померлих залишилася на рівні 36967.[176]
- Тайвань повідомив про 8618 нових випадків хвороби, загальна кількість випадків зросла до 10161496. Повідомлено про 48 нових смертей, кількість померлих зросла до 18473.[177]

#### 12 березня
- Тайвань повідомив про 9093 нові випадки хвороби, загальна кількість випадків зросла до 10170589. Повідомлено про 39 нових смертей, кількість померлих зросла до 18512.[178]

#### 13 березня
- Нова Зеландія повідомила про 11544 нові випадки хвороби за минулий тиждень, загальна кількість зросла до 2239800. Зареєстровано 11417 одужань, загальна кількість одужань зросла до 2225733. Зареєстровано 12 смертей, кількість померлих зросла до 2560.[179]
- Тайвань повідомив про 6435 нових випадків хвороби, загальна кількість випадків зросла до 10177165. Повідомлено про 37 нових смертей, кількість померлих зросла до 18549.[180]

#### 14 березня
- Тайвань повідомив про 9860 нових випадків хвороби, загальна кількість випадків зросла до 10187238. Повідомлено про 28 нових смертей, кількість померлих зросла до 18577.[181]

#### 15 березня
- Тайвань повідомив про 10188 нових випадків хвороби, загальна кількість випадків зросла до 10197421. Повідомлено про 42 нові смерті, кількість померлих зросла до 18619.[182]

#### 16 березня
Щотижневий звіт ВООЗ:
- Тайвань повідомив про 9062 нові випадки хвороби, загальна кількість випадків зросла до 10206482. Повідомлено про 37 нових смертей, кількість померлих зросла до 18656.[184]

#### 17 березня
- Тайвань повідомив про 8416 нових випадків хвороби, загальна кількість випадків зросла до 10214788. Повідомлено про 41 нову смерть, кількість померлих зросла до 18697.[185]

#### 18 березня
- Малайзія повідомила про 270 нових випадків хвороби, загальна кількість випадків зросла до 5047040. Зареєстровано 235 одужань, загальна кількість одужань зросла до 5000411. Зареєстровано 3 смерті, кількість померлих зросла до 36972.[186]
- Тайвань повідомив про 8026 нових випадків хвороби, загальна кількість випадків зросла до 10222922. Повідомлено про 35 нових смертей, кількість померлих зросла до 18732.[187]

#### 19 березня
- В Австрії кількість випадків COVID-19 перевищила 6 мільйонів.[188]
- Тайвань повідомив про 8419 нових випадків хвороби, загальна кількість випадків зросла до 10231343. Повідомлено про 43 нових смерті, кількість померлих зросла до 18775.[189]

#### 20 березня
- Нова Зеландія повідомила про 11171 новий випадок хвороби за минулий тиждень, загальна кількість випадків зросла до 2250952. Зареєстровано 11483 одужання, загальна кількість одужань зросла до 2237216. Зареєстровано 26 смертей, кількість померлих зросла до 2586.[190]
- Тайвань повідомив про 5544 нові випадки хвороби, загальна кількість випадків зросла до 10236887. Повідомлено про 28 нових смертей, кількість померлих зросла до 18803.[191]

#### 21 березня
- Тайвань повідомив про 2668 нових випадків хвороби, внаслідок чого загальна кількість випадків досягла 10239629. Повідомлено про 20 нових смертей, кількість померлих зросла до 18823.[192]
- Депутат Лок Сабха Кіррон Кхер отримав позитивний результат тестування на COVID-19.[193]

#### 22 березня
Щотижневий звіт ВООЗ:
- Тайвань повідомив про 271 новий випадок хвороби, загальна кількість випадків зросла до 10239808. Повідомлено про 29 нових смертей, кількість померлих зросла до 18852.[192]
- У Сполучених Штатах Америки кількість випадків хвороби перевищила 106 мільйонів.[195]

#### 23 березня
- Тайвань повідомив про 55 нових випадків хвороби, загальна кількість випадків зросла до 10239851. Повідомлено про 40 нових смертей, кількість померлих зросла до 18892.[192]

#### 24 березня
- Тайвань повідомив про 25 нових випадків хвороби, загальна кількість випадків зросла до 10239980. Повідомлено про 39 нових смертей, кількість померлих зросла до 18931.[196]
- Американський бізнесмен індійського походження Аджай Банга отримав позитивний результат тестування на COVID-19.[197]
- Індійська режисерка та актриса Пуджа Бхатт отримала позитивний тест на COVID-19.[198]

#### 25 березня
- Малайзія повідомила про 355 нових випадків хвороби, загальна кількість випадків зросла до 5049268. Повідомлено про 257 одужань, загальна кількість одужань зросла до 5002242. Повідомлено про 7 смертей, кількість померлих зросла до 36979.[199]
- Тайвань повідомив про 14 нових випадків хвороби, загальна кількість випадків досягла 10239994. Повідомлено про 25 нових смертей, кількість померлих зросла до 18956.[200]

#### 26 березня
- Тайвань повідомив про 4 нові випадки хвороби, загальна кількість випадків зросла до 10239998. Повідомлено про 29 нових смертей, кількість померлих зросла до 18985.[201][202]

#### 27 березня
- Нова Зеландія повідомила про 11258 нових випадків хвороби за минулий тиждень, загальна кількість випадків зросла до 2262186. Зареєстровано 11071 одужання, загальна кількість одужань зросла до 2248287. Зареєстровано 76 смертей, кількість померлих зросла до 2662.[203]
- Тайвань повідомив про 20 нових смертей, кількість померлих зросла до 19005. Загальна кількість випадків залишилася на рівні 10239998.[204]

#### 28 березня
- Тайвань не повідомив про нові випадки хвороби та смерті, кількість яких становила 10239998 і 19005 відповідно.[205]

#### 29 березня
- Тайвань не повідомив про нові випадки хвороби та смерті, кількість яких становила 10239998 і 19005 відповідно.[206]

#### 30 березня
Щотижневий звіт ВООЗ:
- За минулий тиждень на Тайвані було зареєстровано 675 нових випадків хвороби і 175 смертей.[208]
- Індійська модель Маххі Відж отримала позитивний тест на COVID-19.[209]

### Квітень

#### 1 квітня
- Малайзія повідомила про 599 нових випадків хвороби, загальна кількість випадків зросла до 5052337. Одужали 375 хворих, загальна кількість одужань зросла до 5004043. Було зареєстровано одну смерть, кількість померлих зросла до 36982.[210]
- ВООЗ виявила новий підваріант Омікрон під назвою XBB.1.16. Цей підваріант був знайдений у США.[211]

#### 3 квітня
- Нова Зеландія повідомила про 12202 нові випадки хвороби за минулий тиждень, загальна кількість випадків зросла до 2274370. Зареєстровано 11222 одужання, загальнуа кількість одужань зросла до 2259509. Зареєстровано 25 смертей, кількість померлих зросла до 2687.[212]

#### 6 квітня
Щотижневий звіт ВООЗ:

#### 8 квітня
- Малайзія повідомила про 726 нових випадків хвороби, загальна кількість випадків зросла до 5056911. Зареєстровано 584 одужання, загальна кількість одужань зросла до 5006634. Зареєстровано 16 смертей, кількість померлих зросла до 36994.[214]

#### 10 квітня
- Нова Зеландія повідомила про 12129 нових випадків хвороби за минулий тиждень, загальна кількість випадків зросла до 2286481. Зареєстровано 12173 одужання, загальна кількість одужань зросла до 2271682. Зареєстровано 8 смертей, кількість померлих зросла до 2695.[215]

#### 13 квітня
Щотижневий звіт ВООЗ.

#### 15 квітня
- Малайзія повідомила про 881 новий випадок хвороби, загальна кількість випадків зросла до 5062060. Зареєстровано 760 одужань, загальна кількість одужань зросла до 5010543. Повідомлено про 4 смерті, кількість померлих зросла до 37 тисяч.[217]
- Підваріант Arcturus мутував, і розпочав проявляти нові симптоми, що призвело до сплеску нових випадків хвороби в Індії.[218]

#### 17 квітня
- Нова Зеландія повідомила про 14242 нові випадки хвороби за минулий тиждень, загальна кількість випадків зросла до 2300696. Зареєстровано 12096 одужань, загальна кількість одужань зросла до 2283778. Зареєстровано 21 смерть, кількість померлих зросла до 2716.[219]

#### 18 квітня
- Південна Корея повідомила про 15173 нові випадки хвороби за добу, перевищивши 31 мільйон випадків загалом, загальна кількість випадків зросла до 31009261.[220]

#### 19 квітня
- Американський професійний ринг-анонсер у боксі Джастін Робертс отримав позитивний результат тесту на COVID-19.[221]>

#### 21 квітня
Щотижневий звіт ВООЗ:
- Таїланд підтвердив першу смерть у країні від нового підваріанту Arcturus.[223]

#### 22 квітня
- У Малайзії повідомили про 562 нові випадки хвороби, загальна кількість випадків зросла до 5066877. Зареєстровано 881 видужання, загальна кількість одужань зросла до 5015705. Кількість померлих досягла 37011.[224]

#### 24 квітня
- Нова Зеландія повідомила про 12383 нові випадки хвороби за минулий тиждень, загальна кількість випадків зросла до 2313064. Зареєстровано 14189 одужань, загальна кількість одужань зросла до 2297967. Зареєстровано 20 смертей, кількість померлих зросла до 2736.[225]
- Президент Мексики Андрес Мануель Лопес Обрадор втретє отримав позитивний результат тестування на COVID-19.[226]

#### 26 квітня
- У Греції кількість випадків COVID-19 перевищила 6 мільйонів.[227]

#### 27 квітня
Щотижневий звіт ВООЗ.

#### 29 квітня
- Малайзія повідомила про 1050 нових випадків хвороби, внаслідок чого загальна кількість випадків досягла 5071840. Зареєстровано 600 одужань, загальна кількість одужань зросла до 5020529. Зареєстровано 9 смертей, кількість померлих зросла до 37020.[229]

### Травень

#### 1 травня
- Нова Зеландія повідомила про 11063 нові випадки хвороби за минулий тиждень, загальна кількість зросла до 2324094. Зареєстровано 12353 одужання, загальна кількість одужань зросла до 2310320. Зареєстровано 26 смертей, кількість померлих зросла до 2762б.[230]

#### 3 травня
- У Франції кількість випадків COVID-19 перевищила 40 мільйонів.[231]

#### 4 травня
- Щотижневий звіт ВООЗ.[232]

#### 5 травня
Скасовано надзвичайну ситуацію в галузі охорони здоров'я, яка має міжнародне значення, найвищий рівень небезпеки Всесвітньої організації охорони здоров'я, запроваджену через COVID-19.

#### 6 травня
- Малайзія повідомила про 1110 нових випадків хвороби, загальна кількість випадків зросла до 5079436. Зареєстровано 1112 одужань, загальна кількість одужань зросла до 5025566. Кількість померлих досягла 37028.[234]

#### 8 травня
- Нова Зеландія повідомила про 12277 нових випадків хвороби за минулий тиждень, загальна кількість випадків зросла до 2336352. Зареєстровано 11019 одужань, загальна кількість одужань зросла до 2321339. Зареєстровано 30 смертей, кількість померлих зросла до 2792.[235]

#### 11 травня
Щотижневий звіт ВООЗ:
- Термін дії статусу надзвичайної ситуації у сфері охорони здоров'я у Сполучених Штатах Америки закінчився.[237]

#### 13 травня
- Малайзія повідомила про 1205 нових випадків хвороби, внаслідок чого загальна кількість випадків досягла 5088009. Зареєстровано 1248 одужань, загальна кількість одужань зросла до 5029873. Зареєстровано 18 смертей, кількість померлих зросла до 37046.[238]

#### 15 травня
- У Новій Зеландії повідомили про 11739 нових випадків хвороби, загальна кількість випадків досягла 2348074. Зареєстровано 12182 одужання, загальна кількість одужань зросла до 2333521. Повідомлено про 58 смертей, кількість померлих зросла до 2850.[239]

#### 18 травня
Щотижневий звіт ВООЗ.

#### 20 травня
- Малайзія повідомила про 786 нових випадків хвороби, загальна кількість випадків зросла до 5094448. Зареєстрован 1272 одужання, загальна кількість одужань зросла до 5038256. Зареєстровано 3 смерті, кількість померлих зросла до 37070.[241]

#### 21 травня
У Сполучених Штатах Америки кількість випадків хвороби перевищила 107 мільйонів.

#### 22 травня
- Нова Зеландія повідомила про 14657 нових випадків хвороби за минулий тиждень, загальна кількість випадків зросла до 2362225. Зареєстровано 12580 одужань, загальна кількість одужань зросла до 2346101. Зареєстровано 43 смерті, кількість померлих зросла до 2893.[243]
- Прем'єр-міністр Сінгапуру Лі Сянь Лун отримав позитивний результат тесту на COVID-19.[244]
- Токелау повідомило про перший випадок хвороби на Нукунону, найбільшому атолі цієї території.[245]

#### 25 травня
Щотижневий звіт ВООЗ.

#### 26 травня
- Токелау повідомило про 4 випадки місцевої передачі вірусу.[247]

#### 27 травня
- У Малайзії повідомили про 782 нових випадки хвороби, загальна кількість випадків до 5100249. Зареєстровано 779 одужань, загальна кількість одужань зросла до 5044652. Було повідомлено про одну смерть, кількість померлих зросла до 37087.[248]

#### 29 травня
- Нова Зеландія повідомила про 14371 новий випадок хвороби за минулий тиждень, загальна кількість випадків зросла до 2375191. 12275 хворих одужали, внаслідок чого загальна кількість одужань склала 2358376. Зареєстровано 49 смертей, кількість померлих зросла до 2942.[249]

### Червень

#### 1 червня
Щотижневий звіт ВООЗ:
- K-Pop співачка Джісу з гурту «Blackpink» отримала позитивний результат тесту на COVID-19, і не виступала на своєму запланованому концерті світового туру в Осаці.[251]
- Прем'єр-міністр Сінгапуру Лі Сянь Лун отримав позитивний результат тесту на COVID-19 вдруге у періоді одужання.[252]

#### 2 червня
- Малайзія повідомила про 569 нових випадків хвороби, загальна кількість випадків зросла до 5104772. Зареєстровано 845 одужань, загальна кількість одужань зросла до 5050 356. Кількість померлих зросла до 37100.[253]

#### 5 червня
- Нова Зеландія повідомила про 12028 нових випадків хвороби, загальна кількість випадків зросла до 2387201. Зареєстровано 13836 одужань, загальна кількість одужань зросла до 2372212. Зареєстровано 59 смертей, кількість одужань зросла до 3001.[254]

#### 8 червня
Щотижневий звіт ВООЗ.

#### 10 червня
- Малайзія повідомила про 618 нових випадків хвороби, загальна кількість випадків зросла до 5108586. Зареєстровано 626 одужань, загальна кількість одужань зросла до 5053329. Повідомлено про 10 смертей, кількість померлих зросла до 37110.[256]

#### 12 червня
- Нова Зеландія повідомила про 9883 нові випадки хвороби, загальна кількість випадків зросла до 2397065. Зареєстровано 11960 одужань, загальна кількість одужань зросла до 2384172. Зареєстровано 37 смертей, кількість померлих зросла до 3038.[257]

#### 15 червня
Щотижневий звіт ВООЗ.

#### 17 червня
- Малайзія повідомила про 400 нових випадків хвороби, загальна кількість випадків зросла до 5112019. Зареєстровано 630 одужань, загальна кількість одужань зросла до 5057145. Зареєстровано 8 смертей, кількість померлих зросла до 37118.[259]

#### 19 червня
- Нова Зеландія повідомила про 8544 нові випадки хвороби, загальна кількість випадків зросла до 2405595. Зареєстровано 9833 одужання, загальна кількість одужань зросла до 2394005. Зареєстровано 39 смертей, кількість померлих зросла до 3077.[260]

#### 22 червня
Щотижневий звіт ВООЗ.

#### 24 червня
- Малайзія повідомила про 341 новий випадок хвороби, загальна кількість випадків зросла до 5114717. Зареєстровано 541 одужання, загальна кількість одужань зросла до 5061264. Зареєстровано 9 смертей, кількість померлих зросла до 37127.[262]

#### 26 червня
- Нова Зеландія повідомила про 7702 нові випадки хвороби, загальна кількість випадків зросла до 2413279. Зареєстровано 8485 одужань, загальна кількість одужань зросла до 2402490. Зареєстровано 40 смертей, кількість померлих зросла до 3117.[263]

#### 29 червня
Щотижневий звіт ВООЗ.

### Липень

#### 1 липня
- Малайзія повідомила про 171 новий випадок хвороби, загальна кількість випадків зросла до 5116265. Зареєстровано 333 одужання, загальна кількість одужань зросла до 5064159. Зареєстровано 25 смертей, кількість померлих зросла до 37152.[265]

#### 3 липня
- Нова Зеландія повідомила про 6578 нових випадків хвороби за минулий тиждень, загальна кількість випадків зросла до 2419839. Зареєстровано 7681 одужання, загальна кількість одужань зросла до 2410171. Зареєстрована 21 смерть, кількість померлих зросла до 3138.[266]

#### 6 липня
Щотижневий звіт ВООЗ.

#### 8 липня
- Малайзія повідомила про 139 нових випадків хвороби, загальна кількість випадків зросла до 5117487. Зареєстровано 167 одужань, загальна кількість одужань зросла до 5066437. Зареєстровано 6 смертей, кількість померлих зросла до 37158.[268]

#### 10 липня
- Нова Зеландія повідомила про 5417 нових випадків хвороби за минулий тиждень, загальна кількість випадків зросла до 2425237. Зареєстровано 6511 одужань, загальна кількість одужань зросла до 2416682. Зареєстровано 21 смерть, кількість померлих зросла до 3159.[269]

#### 13 липня
Щотижневий звіт ВООЗ.

#### 15 липня
- У Малайзії повідомили про 173 нових випадки хвороби, загальна кількість випадків зросла до 5118689. Зареєстровано 141 одужання, загальна кількість одужань зросла до 5067662. Зареєстровано 2 смерті, кількість померлих зросла до 37160.[271]

#### 17 липня
- Нова Зеландія повідомила про 4332 нові випадки хвороби за минулий тиждень, загальна кількість випадків зросла до 2429544. Зареєстровано 5387 одужань, загальна кількість одужань зросла до 2422069. Зареєстровано 13 смертей, кількість померлих зросла до 3172.[272]

#### 20 липня
Щотижневий звіт ВООЗ.

#### 22 липня
- У Малайзії повідомили про 129 нових випадків хвороби, загальна кількість випадків зросла до 5119647. Зареєстровано 189 одужань, загальна кількість одужань зросла до 5068858. Зареєстровано 3 смерті, кількість померлих зросла до 37163.[274]
- Філіппіни скасували надзвичайний стан у сфері охорони здоров'я через COVID-19, спочатку запроваджений колишнім президентом Родріго Дутерте 9 березня 2020 року, постановою, підписану чинним президентом Бонгбонгом Маркосом.[275]

#### 24 липня
- Нова Зеландія повідомила про 3764 нові випадки хвороби за минулий тиждень, загальна кількість випадків зросла до 2433293. Зареєстровано 4294 одужання, загальна кількість одужань зросла до 2426363. Зареєстровано 16 смертей, кількість померлих зросла до 3188.[276]

#### 27 липня
Щотижневий звіт ВООЗ.

#### 29 липня
- У Малайзії повідомили про 130 нових випадків хвороби, загальна кількість випадків зросла до 5120581. Зареєстровано 115 одужань, загальна кількість одужань зросла до 5069820. Повідомлено про одну смерть, кількість померлих зросла до 37164.[278]

#### 31 липня
- Нова Зеландія повідомила про 3615 нових випадків хвороби за минулий тиждень, загальна кількість випадків зросла до 2436894. Зареєстровано 3718 одужань, загальна кількість одужань зросла до 2426363. Зареєстровано 31 смерть, кількість померлих зросла до 3219.[279]

### Серпень

#### 3 серпня
Щотижневий звіт ВООЗ.

#### 5 серпня
- Малайзія повідомила про 105 нових випадків хвороби, внаслідок чого загальна кількість випадків досягла 5121276. Зареєстровано 128 одужань, загальна кількість одужань зросла до 5070750. Зареєстровано одну смерть, кількість померлих зросла до 37165.[281]

#### 7 серпня
- Нова Зеландія повідомила про 4645 нових випадків хвороби за минулий тиждень, загальна кількість випадків зросла до 2441517. Зареєстровано 3597 одужань, загальна кількість одужань зросла до 2433678. Зареєстровано 10 смертей, кількість померлих зросла до 3229.[282]

#### 10 серпня
Щотижневий звіт ВООЗ:
- Міністерство охорони здоров'я Малайзії та виборча комісія підтвердили, що виборці з позитивним тестом на COVID-19 отримають інструкції через додаток «MySejahtera» щодо того, як брати участь у голосуванні.[284]

#### 12 серпня
- Малайзія повідомила про 73 випадки хвороби, загальна кількість випадків зросла до 5121858. Зареєстровано 96 одужань, загальна кількість одужань зросла до 5072092. Кількість померлих залишилася на рівні 37165.[285]

#### 14 серпня
- Нова Зеландія повідомила про 5372 нові випадки хвороби за минулий тиждень, загальна кількість випадків зросла до 2446874. Зареєстровано 4604 одужання, загальна кількість одужань зросла до 2438282. Зареєстровано 20 смертей, кількість померлих зросла до 3249.[286]

#### 17 серпня
Щотижневий звіт ВООЗ.

#### 19 серпня
- Малайзія повідомила про 114 нових випадків хвороби, загальна кількість зросла до 5122568. Зареєстровано 65 одужань, загальна кількість одужань зросла до 5072678. Кількість померлих залишилася на рівні 37165.[288]

#### 21 серпня
- Нова Зеландія повідомила про 3953 нові випадки хвороби, загальна кількість випадків зросла до 2450818. Зареєстровано 5341 одужання, загальна кількість одужань зросла до 2443623. Зареєстровано 12 смертей, кількість померлих зросла до 3261.[289]

#### 25 серпня
Щотижневий звіт ВООЗ.

#### 26 серпня
- Малайзія повідомила про 90 нових випадків хвороби, загальна кількість зросла до 5123264. Зареєстровано 111 одужань, загальна кількість одужань зросла до 5073384. Кількість померлих залишилася на рівні 37165.[291]

#### 28 серпня
- Нова Зеландія повідомила про 3484 нові випадки хвороби за минулий тиждень, загальна кількість випадків зросла до 2454300. Зареєстровано 3917 одужань, загальна кількість одужань зросла до 2447540. Зареєстровано 22 смерті, кількість померлих зросла до 3283.[292]

### Вересень

#### 1 вересня
Щотижневий звіт ВООЗ.

#### 2 вересня
- Малайзія повідомила про 57 нових випадків хвороби, загальна кількість випадків зросла до 5123801. Зареєстровано 97 одужань, загальна кількість одужань зросла до 5074097. Кількість померлих залишилася на рівні 37165.[294]

#### 4 вересня
- Нова Зеландія повідомила про 3625 нових випадків хвороби за минулий тиждень, загальна кількість випадків зросла до 2457924. Зареєстровано 3477 одужань, загальна кількість одужань зросла до 2451017. Зареєстровано 11 смертей, кількість померлих зросла до 3294 осіб.[295]

#### 6 вересня
- У ВООЗ заявили, що спостерігали «тривожні» тенденції щодо кількості випадків COVID-19 і госпіталізацій, хоча аналіз був ускладнений, оскільки багато країн більше не реєстрували статистику випадків COVID-19.[296]

#### 9 вересня
- Малайзія повідомила про 108 нових випадків хвороби, загальна кількість зросла до 5124481. Зареєстровано 53 одужання, загальна кількість одужань зросла до 5076104. Зареєстровано 2 смерті, кількість померлих зросла до 37167.[297]

#### 11 вересня
- Нова Зеландія повідомила про 3458 нових випадків хвороби за минулий тиждень, загальна кількість випадків зросла до 2461379. Зареєстровано 3609 одужань, загальна кількість одужань зросла до 2454626. Зареєстровано 15 смертей, кількість померлих зросла до 3309.[298]

#### 16 вересня
- Малайзія повідомила про 91 новий випадок хвороби, загальна кількість випадків зросла до 5125209. Зареєстровано 116 одужань, загальна кількість одужань зросла до 5076796. Зареєстровано 4 смерті, кількість померлих зросла до 37171.[299]

#### 18 вересня
- Нова Зеландія повідомила про 3458 нових випадків хвороби, внаслідок чого загальна кількість випадків досягла 2461379. Зареєстровано 3609 одужань, загальна кількість одужань зросла до 2454626. Зареєстровано 15 смертей, кількість померлих зросла до 3309.[298]

#### 23 вересня
- Малайзія повідомила про 87 нових випадків хвороби, загальна кількість випадків зросла до 5125900. Зареєстровано 89 одужань, загальна кількість одужань зросла до 5077516. Було повідомлено про одну смерть, кількість померлих зросла до 37172.[300]

#### 25 вересня
- Нова Зеландія повідомила про 2998 нових випадків хвороби за минулий тиждень, загальна кількість випадків зросла до 2467468. Зареєстровано 3055 одужань, загальна кількість одужань зросла до 2461144. Зареєстровано 18 смертей, кількість померлих зросла до 3347.[301]

#### 30 вересня
- Малайзія повідомила про 97 нових випадків хвороби, загальна кількість випадків зросла до 5126683. Зареєстровано 91 одужання, загальна кількість одужань зросла до 5078210. Повідомлено про 3 смерті, кількість померлих зросла до 37175.[302]

### Жовтень

#### 2 жовтня
- Нова Зеландія повідомила про 2968 нових випадків хвороби за минулий тиждень, загальна кількість випадків зросла до 2470435. Зареєстровано 2976 одужань, загальна кількість одужань зросла до 2464120. Зареєстровано 14 смертей, кількість померлих зросла до 3361.[303]

#### 7 жовтня
- У Малайзії повідомили про 142 нових випадки хвороби, загальна кількість випадків зросла до 5127616. Зареєстровано 91 одужання, загальна кількість одужань зросла до 5078992. Зареєстровано 2 смерті, кількість померлих зросла до 37177.[304]

#### 9 жовтня
- Нова Зеландія повідомила про 3571 новий випадок хвороби, загальна кількість випадків зросла до 2474005. Зареєстровано 2943 одужання, загальна кількість одужань зросла до 2467063. Зареєстровано 15 смертей, кількість померлих зросла до 3376.[305]

#### 14 жовтня
- Малайзія повідомила про 181 новий випадок хвороби, загальна кількість випадків зросла до 5128668. Зареєстровано 131 одужання, загальна кількість одужань зросла до 5079933. Зареєстровано 2 смерті, кількість померлих зросла до 37179.[306]

#### 16 жовтня
- Нова Зеландія повідомила про 3816 нових випадків хвороби, внаслідок чого загальна кількість випадків досягла 2477820. Зареєстровано 3560 одужань, загальна кількість одужань зросла до 2470623. Зареєстровано 17 смертей, кількість померлих зросла до 3393.[307]

#### 21 жовтня
- Малайзія повідомила про 157 нових випадків хвороби, загальна кількість випадків зросла до 5129800. Зареєстровано 176 одужань, загальна кількість одужань зросла до 5080973. Зареєстровано 2 смерті, кількість померлих зросла до 37181.[308]

#### 22 жовтня
- У Великій Британії в жовтні після стрімкого зростання випадків COVID-19 заклади охорони здоров'я почали відновлювати політику використання масок для відвідувачів і пацієнтів.[309]

#### 24 жовтня
- Нова Зеландія повідомила про 4018 нових випадків хвороби за минулий тиждень, загальна кількість випадків зросла до 2481834. Зареєстровано 3782 одужання, загальна кількість одужань зросла до 2474405. Зареєстровано 23 смерті, кількість померлих зросла до 3416.[310]

#### 28 жовтня
- Малайзія повідомила про 207 нових випадків хвороби, загальна кількість випадків зросла до 5131139. Зареєстровано 151 одужання, загальна кількість одужань зросла до 5082106. Кількість померлих залишилася на рівні 37181.[311]

#### 30 жовтня
- Нова Зеландія повідомила про 3934 нові випадки хвороби, загальна кількість випадків зросла до 2485937. Зареєстровано 3997 одужань, загальна кількість одужань зросла до 2478402. Зареєстровано 29 смертей, кількість померлих зросла до 3445.[312]

### Листопад

#### 4 листопада
- У Малайзії повідомили про 262 нові випадки хвороби, загальна кількість випадків зросла до 5132831. Зареєстровано 810 одужань, загальна кількість одужань зросла до 5084061. Повідомлено про 5 смертей, кількість померлих зросла до 37186.[313]

#### 6 листопада
- Нова Зеландія повідомила про 5872 нові випадки хвороби, загальна кількість випадків зросла до 2491809. Зареєстровано 4079 одужань, загальна кількість одужань зросла до 2482481. Зареєстровано 19 смертей, кількість померлих зросла до 3464.[314]

#### 9 листопада
- У відповідь на мутації вірусу та зміну характеристик інфекції ВООЗ скоригувала свої рекомендації щодо лікування хвороби. Серед цих змін ремдесивір і молнупіравір стали рекомендовані лише для найважчих випадків хвороби, а деуремідевір та івермектин були не рекомендовані.[315]

#### 13 листопада
- Нова Зеландія повідомила про 5947 нових випадків хвороби, загальна кількість випадків зросла до 2497753. Зареєстровано 5828 одужань, загальна кількість одужань зросла до 2488309. Зареєстровано 38 смертей, кількість померлих зросла до 3502.[316]

#### 20 листопада
- Нова Зеландія повідомила про 7881 новий випадок хвороби, загальна кількість випадків зросла до 2505632. Зареєстровано 5937 одужань, загальна кількість одужань зросла до 2494246. Зареєстровано 20 смертей, кількість померлих зросла до 3522.[317]

#### 23 листопада
- Малайзія повідомила про 2305 випадків зараження в період з 12 по 18 листопада, включаючи 28 нових випадків зараження варіантом Омікрон.[318]

#### 25 листопада
- За минулий тиждень у Сінгапурі повідомили про 22094 нових випадки хвороби, що вдвічі більше, ніж за минулий тиждень. Також додали, що кількість госпіталізацій залишалася стабільною.[319]

#### 27 листопада
- Нова Зеландія повідомила про 6814 випадків хвороби, внаслідок чого загальна кількість випадків досягла 2512440. Зареєстровано 7852 одужання, загальна кількість одужань зросла до 2502098. Зареєстровано 27 смертей, кількість померлих зросла до 3549.[320]

### Грудень

#### 2 грудня
- Малайзія повідомила про 1126 випадків хвороби, загальна кількість випадків зросла до 5147359. Зареєстровано 610 одужань, загальна кількість одужань зросла до 5094830. Кількість померлих зросла до 37202.[321]

#### 4 грудня
- Нова Зеландія повідомила про 6656 випадків хвороби, внаслідок чого загальна кількість випадків досягла 2519095. Зареєстровано 6777 одужань, загальна кількість одужань зросла до 2508875. Повідомлено про 20 смертей, кількість померлих зросла до 3569.[322]

#### 5 грудня
- Колишнього президента Польщі Леха Валенсу госпіталізували з COVID-19.[323]

#### 8 грудня
- За минулий тиждень у Сінгапурі повідомили про рекордний рівень у 32035 нових випадків хвороби, що також призвело до зростання кількості госпіталізацій.[324]

#### 9 грудня
- Малайзія повідомила про 2554 нові випадки хвороби, загальна кількість випадків зросла до 5160116. Зареєстровано 1164 одужання, загальна кількість одужань зросла до 5102881. Зареєстровано 16 смертей, кількість померлих зросла до 37218.[325]

#### 11 грудня
- Нова Зеландія повідомила про 7880 нових випадків хвороби, загальна кількість випадків зросла до 2526109. Зареєстровано 6647 одужань, загальна кількість одужань зросла до 2515522. Зареєстровано 27 смертей, кількість померлих зросла до 3596.[326]

#### 13 грудня
- Центри з контролю та профілактики захворювань у США виявили новий дуже заразний субваріант Омікрон під назвою JN.1, який незабаром швидко поширився по всьому світу.[327]

#### 15 грудня
- Сінгапур повідомив про рекордний рівень у 56043 нових випадків хвороби за минулий тиждень, а міністерство охорони здоров'я вживало додаткових заходів для захисту потенціалу охорони здоров'я.[328]

#### 16 грудня
- Малайзія повідомила про 3389 нових випадків хвороби, загальна кількість випадків зросла до 5180812. Зареєстровано 2276 одужань, загальна кількість одужань зросла до 5115191. Зареєстровано 2 смерті, кількість померлих зросла до 37246.[329]

#### 18 грудня
- Нова Зеландія повідомила про 7417 нових випадків хвороби за минулий тиждень, загальна кількість випадків зросла до 2533522. Зареєстровано 6974 одужання, загальна кількість одужань зросла до 2522496. Зареєстровано 27 смертей, кількість померлих зросла до 3623.[330]

#### 21 грудня
- Кілька країн Південно-Східної Азії, включаючи Малайзію та Сінгапур, повідомили про сплеск випадків COVID-19.[331]
- Поширення підваріанту Омікрон JN.1 призвело до сплеску випадків COVID-19 у Новій Зеландії, що призвело до 400 госпіталізацій за тиждень і 25 смертей.[332] Підваріант JN.1 становив 14 % секвенованих випадків, зареєстрованих у Новій Зеландії протягом тижня до 15 грудня.[333]

#### 22 грудня
- За останній тиждень у Сінгапурі було зареєстровано рекордну кількість у 58300 нових випадків хвороби. Кількість госпіталізацій і реанімаційних хвороби також стала найвищою — 965 і 32 відповідно.[334]

#### 23 грудня
- Малайзія повідомила про 3499 нових випадків хвороби, загальна кількість випадків зросла до 5206724. Зареєстровано 3376 одужань, загальна кількість одужань зросла до 5136171. Зареєстровано 22 смерті, кількість померлих зросла до 37268.[335]

#### 30 грудня
- Малайзія повідомила про 2803 випадки хвороби, загальна кількість випадків зросла до 5227322. Зареєстровано 3488 одужань, загальна кількість одужань зросла до 5162135. Зареєстровано 5ь смертей, кількість померлих зросла до 37293.[336]

## Резюме
Станом на кінець 2023 року лише такі країни та території не повідомляли про випадки зараження SARS-CoV-2:
Азія
- Туркменістан

Антарктика
- Британська Антарктична Територія
- Острів Петра I

Заморські території
- Острів Буве
- Острови Герд і Макдональд
- Острови Принс-Едуард
- Південна Джорджія та Південні Сандвічеві Острови